# Access Virus
Access Virus ist eine seit 1997 hergestellte Produktlinie virtuell-analoger Synthesizer des Unternehmens Access Music Electronics. Sie begann mit dem Virus A, befindet sich nun bereits in der vierten Generation und wird konstant weiterentwickelt. Die Virus-Produktreihe ist unterteilt in die Serien A, B, C und TI und TI2 (Total Integration). Es handelt sich um Geräte, bei denen die Bedienoberfläche auf eine analoge Klangerzeugung schließen lässt, die aber in Wirklichkeit mit DSPs arbeiten.

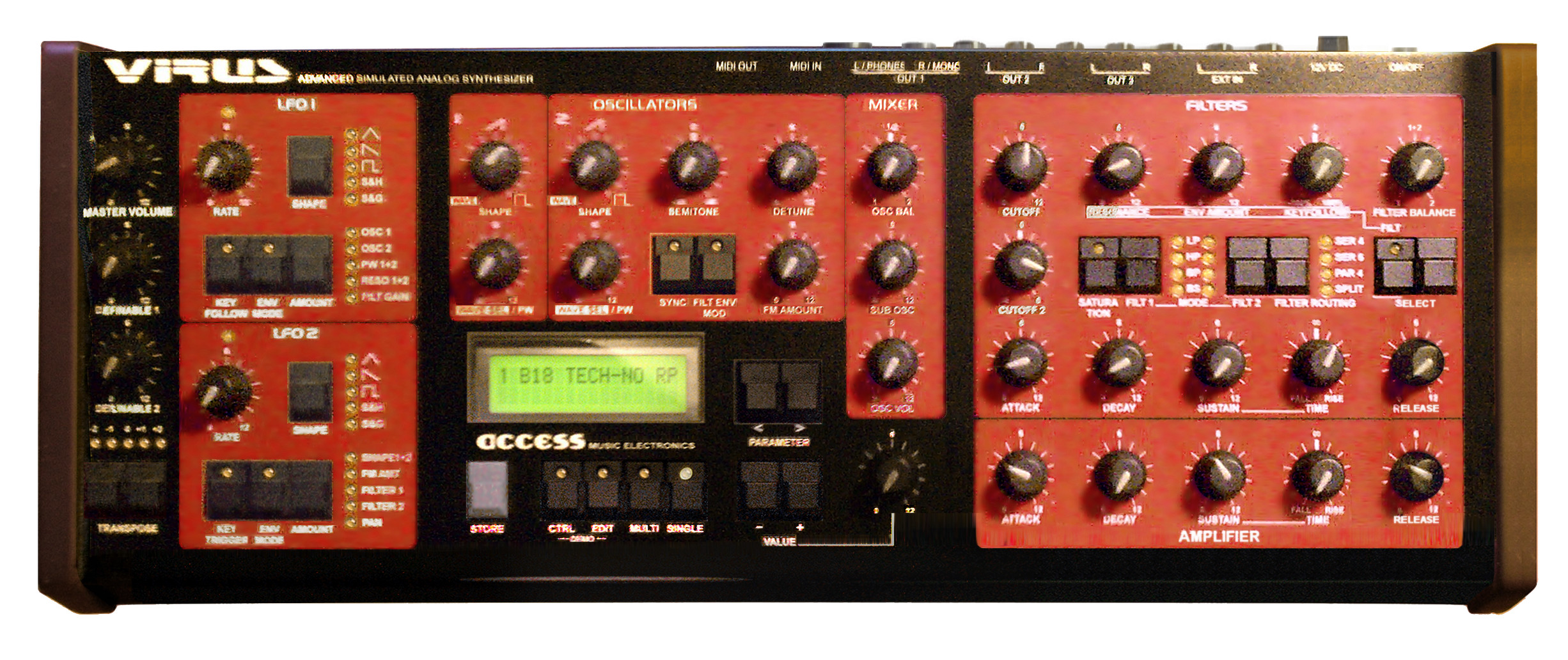
Access Virus A – Desktop 1997

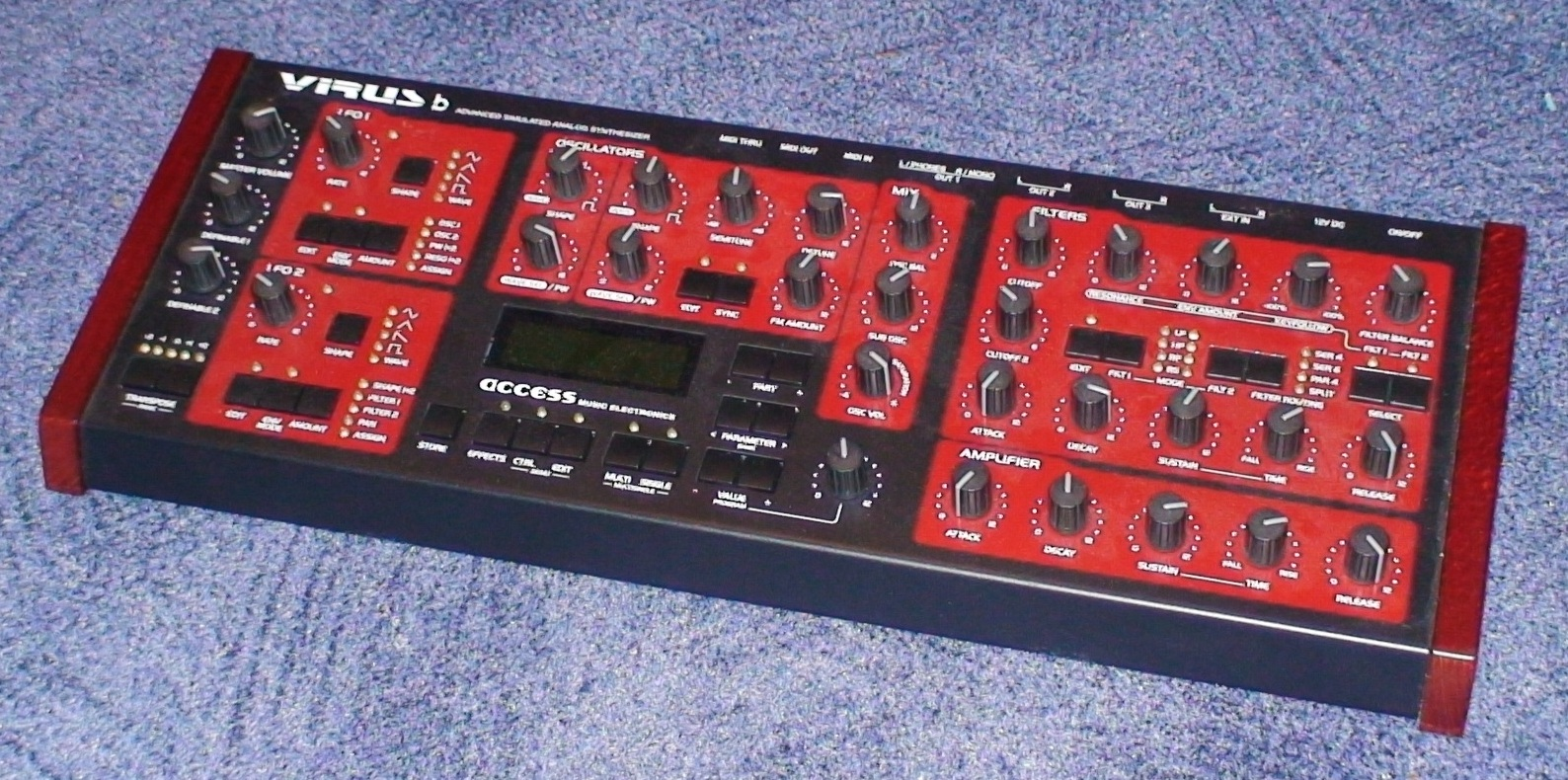
Access Virus B Desktop 1999

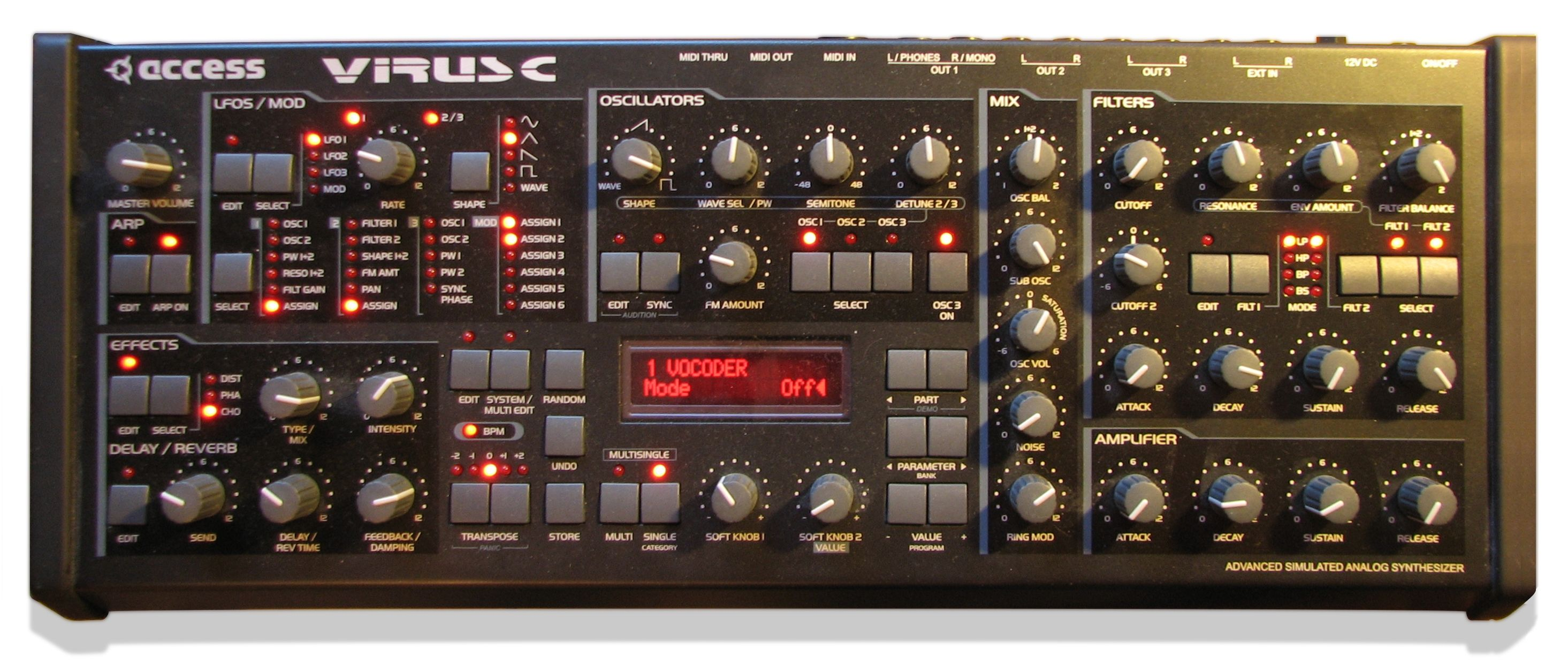
Access Virus C – Desktop 2002

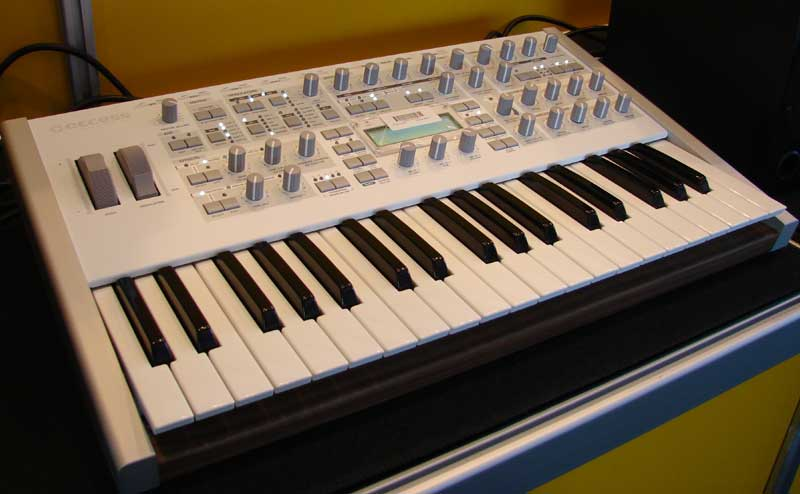
Access Virus Ti – Polar

## Geschichte
Als 1995 der Nord Lead auf den Markt kam, entschloss sich Christoph Kemper, ebenfalls einen virtuellen Synthesizer zu bauen. Seit seiner Einführung 1997 entwickelte sich der Virus zu einem häufig eingesetzten Instrument in der Elektroszene. Seine Klänge sind in vielen zeitgenössischen Produktionen zu hören. Der Virus wird weltweit über ein umfangreiches Händlernetz verkauft. Seit Februar 2024 wird kein Virus mehr produziert.

## Versionen
- Virus A
- Virus TDM
- Virus B-Reihe (Desktop, Virus Indigo, Virus KB, Virus Rack, Virus Classic)
- Virus Powercore
- Virus C-Reihe (Desktop, Virus Indigo 2, Virus KC, Virus Rack XL)
- Virus TI (Desktop, Polar, Keyboard)
- Virus TI Snow
- Virus TI 2 (Desktop, Polar, Darkstar, Keyboard)

In der Regel sind die Geräte als Desktop/19-Zoll-Rack-Version, bzw. als 3-Oktaven- oder 5-Oktaven-Tastaturversion mit Fatar-Keyboard erhältlich. Es gibt zudem Versionen für Protools TDM („Virus TDM“) und TC Powercore („Virus Powercore“).

## Funktionen
Der Access Virus unterstützt verschiedene Syntheseformen, darunter die Subtraktive Synthese, die Phase-Distortion-Synthese, die FM-Synthese und ab der TI-Serie die Wavetable-Synthese.
Alle Virus-Modelle arbeiten auf der Basis eines digitalen Soundprozessors und emulieren klassische analoge Oszillatoren, deren Grundwellenform mittels morphing stufenlos von einer reinen Sinus- über eine Sägezahn- zu einer Rechteckschwingung verändert werden können. Des Weiteren stehen 63 spektrale, gänzlich synthetische Schwingungsformen zur Verfügung. Die Schwingungsformen der Oszillatoren können auf vielfältige Weise beeinflusst werden: Unter anderem Ringmodulation, Phasenverzerrung oder Frequenzmodulation.
Der Virus besitzt zudem eine umfangreiche Modulationsmatrix und seit der TI Serie die neue Wellenform Hypersaw.
Die Filtersektion bietet durch zwei eigenständige, auf verschiedene Weise kombinier- und modulierbare Resonanzfilter viele Einstellmöglichkeiten. Auch hier ermöglicht die Modulationsmatrix die Erstellung komplexer und detailreicher Klänge. Der Virus verfügt außerdem über eine Oszillator-Sättigungsstufe sowie verschiedene Betriebsarten zur analogen und digitalen Verzerrung des Klanges.
Die Klänge sind meist in acht Bänke à 128 eingeteilt, bei der TI-Reihe sind es 26 Bänke. Der Benutzer kann die Sounds durch die zahlreichen Drehregler auf der Oberfläche verändern. Zu den wichtigsten Parametern gehören Attack, Decay, Sustain, Release, Cutoff und Resonance; zusätzlich stehen zahlreiche Effekte und Equalizer zur Verfügung. Der Virus wird je nach Ausführung über die Klaviatur oder über das MIDI-Protokoll angesteuert. Über MIDI-Controllerbefehle lassen sich alle Regler fernsteuern oder in einem Sequenzerprogramm aufzeichnen.
Ein derzeit einzigartiges Feature findet sich in der TI-Serie („Total Integration“): Der Synthesizer kann mittels Treibersoftware als VST-, AU- oder RTAS-PlugIn in bestehende Sequenzer-Umgebungen eingebunden werden. Somit wird samplegenaue Ansteuerung möglich, außerdem werden sämtliche Einstellungen mit dem jeweiligen Song gespeichert. Nahezu alle Parameter stehen auch über die Automation zur Verfügung.
Die Programmierung der Soundsets übernehmen oft Musikproduzenten, die die Sounds hauptsächlich für ihre eigenen Produktionen entwickelt haben und diese anschließend zum Verkauf oder Download bereitstellen.

## Technische Details
Der Virus A benutzte als DSP den 56303PV66 von Motorola. Der Virus B arbeitet mit einem 56311 und der Virus C mit einem 56362PV120. Diese Modelle besitzen außerdem einen SAB515- bzw. SAB535-Mikrocontroller.
Die Virus TI-Modelle (außer Virus Snow) benutzen jeweils zwei DSPs des Typs Motorola/Freescale 56367. Die Virus TI 2 Serie wartet nach Herstellerangaben mit 25 % mehr DSP-Leistung auf gegenüber der TI 1 Variante. Außerdem wurde das Design etwas „abgerundet“.
Auf der Access-Homepage gibt es regelmäßig neue Sounds zum kostenlosen Download. Auch Updates des Betriebssystems stehen dort bereit, denn das Betriebssystem kann mittels Sequenzerprogramm und Bulk-Dump aktualisiert werden; bei der TI-Reihe wird das Update mittels beigefügter Programme durchgeführt. Der Ti wird inzwischen in der Version 3 gebaut.

## Emulationen
Mithilfe einer Software-Emulation des jeweiligen Prozessors ist es möglich, Klänge der älteren Virus B und C nachzubilden.